# Änis Ben-Hatira
Änis Ben-Hatira (arabsky أنيس بن حتيرة;‎* 18. července 1988, Západní Berlín) je německo-tuniský fotbalový záložník. V mládežnických kategoriích reprezentoval Německo, na seniorské úrovni reprezentuje Tunisko.
Jeho starším bratrem je fotbalista Aymen Ben-Hatira.

## Klubová kariéra
- BSC Reinickendorf (mládež)
- Reinickendorfer Füchse (mládež)
- Hertha BSC (mládež)
- Tennis Borussia Berlin (mládež)
- Hamburger SV (mládež)
- Hamburger SV 2006–2011
- →  MSV Duisburg (hostování) 2009–2010
- Hertha BSC 2011–2016
- Eintracht Frankfurt 2016
- SV Darmstadt 98 2016–2017

V lednu 2017 byl propuštěn z německého prvoligového klubu SV Darmstadt 98 kvůli stykům s organizací Ansaar International napojenou na salafistické hnutí.

## Reprezentační kariéra

### Německo
Nastupoval za německé mládežnické reprezentace U19, U20 a U21.
V dresu německé reprezentace do 21 let získal titul na Mistrovství Evropy hráčů do 21 let 2009 ve Švédsku. Byl to premiérový triumf Německa na evropských šampionátech v této věkové kategorii.

### Tunisko
V A-mužstvu Tuniska debutoval koncem února 2012 v přátelském zápase proti reprezentaci Peru.